# Getto w Janowie Podlaskim
Getto w Janowie Podlaskim – utworzone przez Niemców w 1941 roku. Znajdowało się ono, według przekazów ustnych, w obrębie ulicy Szkolnej.

## Historia

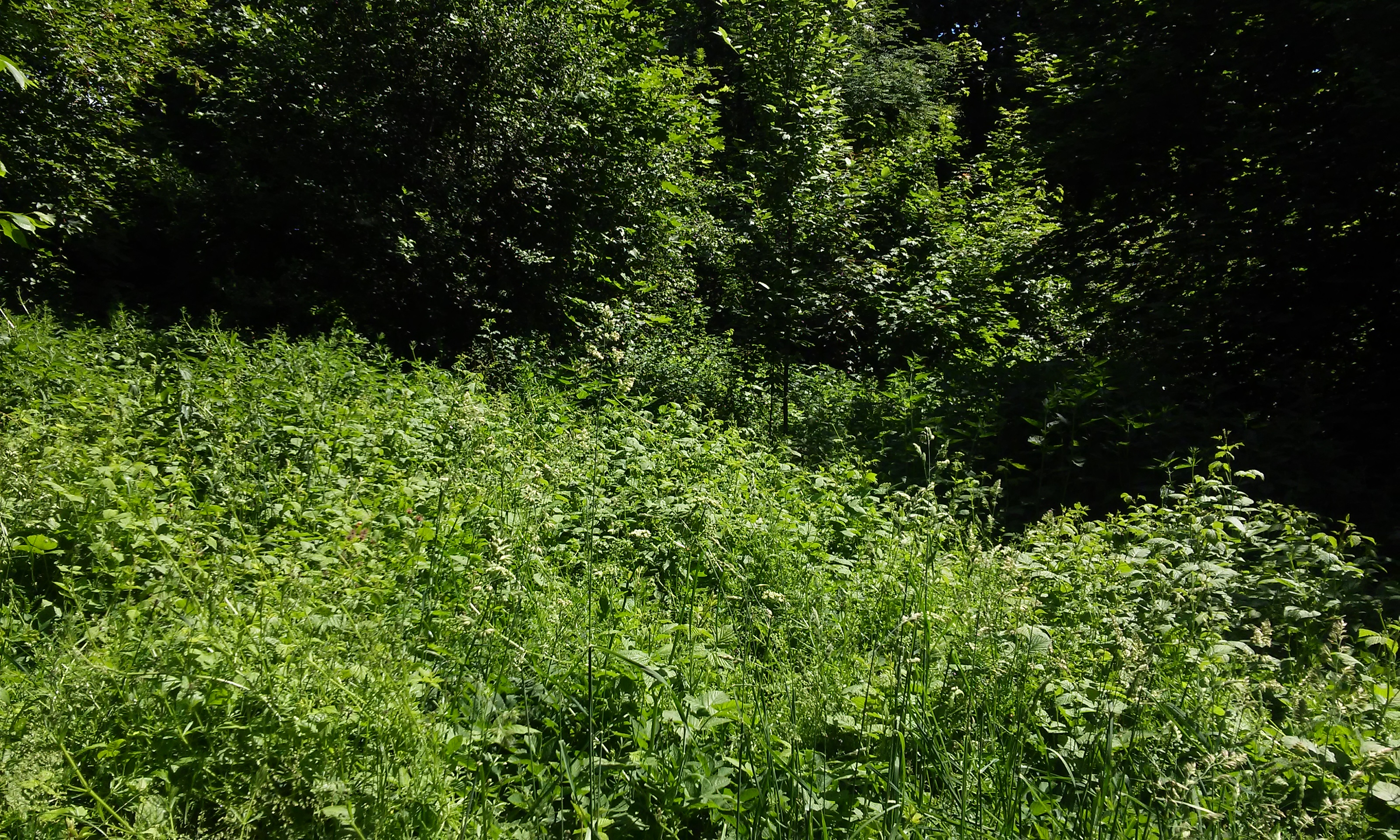
Janów Podlaski cmentarz żydowski

We wrześniu 1939 r., wraz z Armią Czerwoną, która pojawiła się tu po 17 września, a następnie wycofała wskutek uzgodnień z drugim okupantem, na wschód uciekła z Janowa duża grupa młodych mężczyzn. W 1941 r. Niemcy utworzyli getto. We wrześniu 1942 roku wysiedlili oni do getta w Białej Podlaskiej większość spośród przebywających wówczas w Janowie 1883 Żydów. W mieście pozostała niewielka grupa zatrudnionych w obozie pracy w stadninie koni w miejscowości Wygoda. Wkrótce janowscy Żydzi wraz z Żydami z Białej Podlaskiej i innych okolicznych miejscowości, zostali przewiezieni do getta w Międzyrzeczu Podlaskim, skąd w listopadzie 1942 r. trafili do obozu zagłady Treblinka.

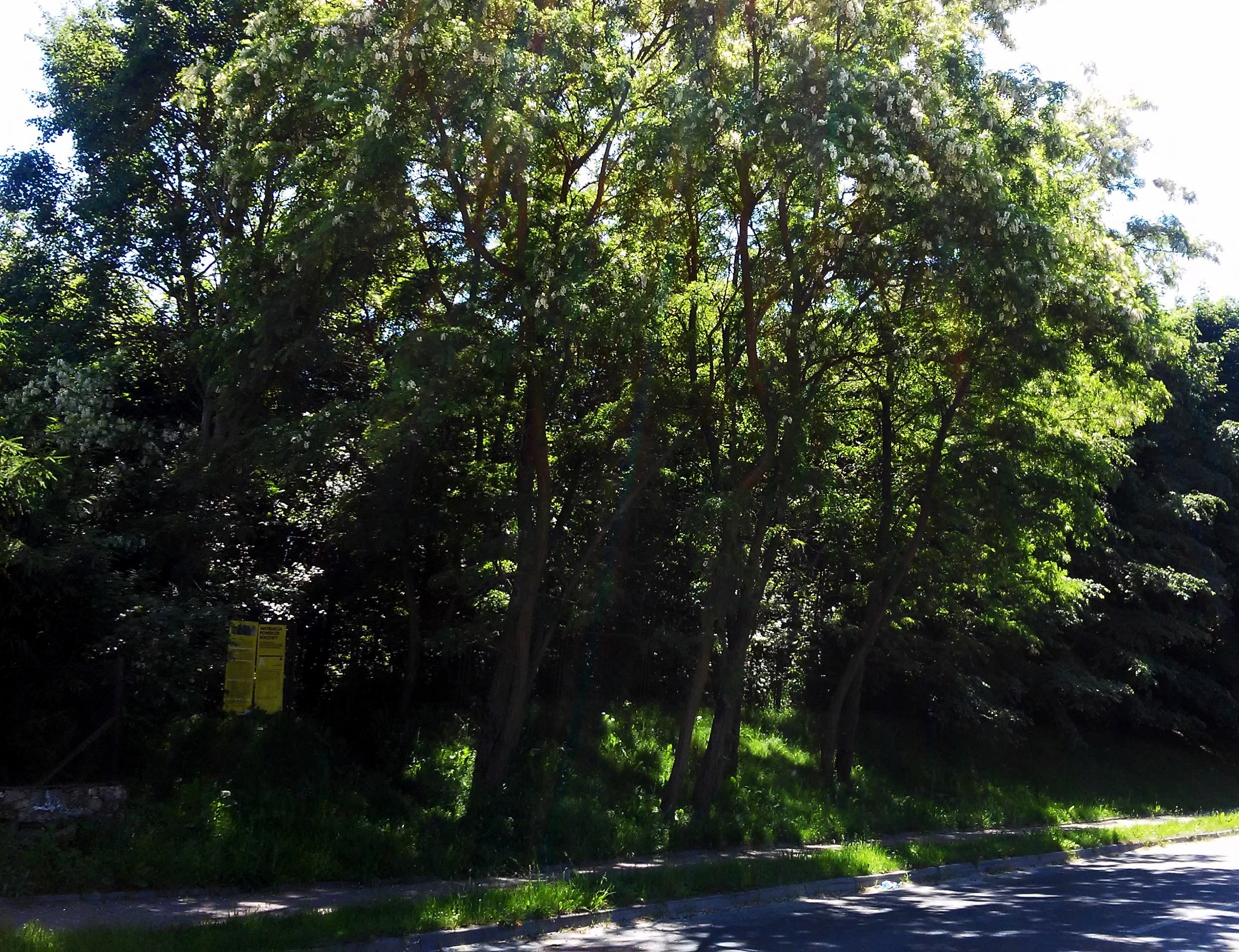
Kirkut w Janowie Podlaskim

## Upamiętnienie
- Obecnie w Janowie Podlaskim jedynym śladem pozostałości, po społeczności Żydowskiej jest zaniedbały kirkut. Jeżeli chodzi o sam obiekt, to prawdopodobnie zachowała się tylko jedna z macew jakie kiedyś znajdowały się na tym cmentarzu.
- Wzmianka o getcie w Janowie Podlaskim, znajduje się w „Medalionach” Zofii Nałkowskiej.